# Molophilus binnaburra
Molophilus binnaburra là một loài ruồi trong họ Limoniidae. Chúng phân bố ở miền Australasia.